# 塞尔西耶
塞尔西耶（法語：Cercier，法語發音：[sɛʁsje]）是法国上萨瓦省的一个市镇，属于圣于连昂热讷瓦区。

## 地理
塞尔西耶（46°1'31"N, 6°2'54"E）面积11.46 平方千米，位于法国奥弗涅-罗讷-阿尔卑斯大区上萨瓦省，该省份为法国东部省份，历史上为薩伏依的一部分，北与瑞士接壤，西接安省，南至萨瓦省，东与瑞士和意大利接壤。
与塞尔西耶接壤的市镇（或旧市镇、城区）包括：阿隆济耶拉卡耶、舒瓦西、科波内、克吕塞耶。

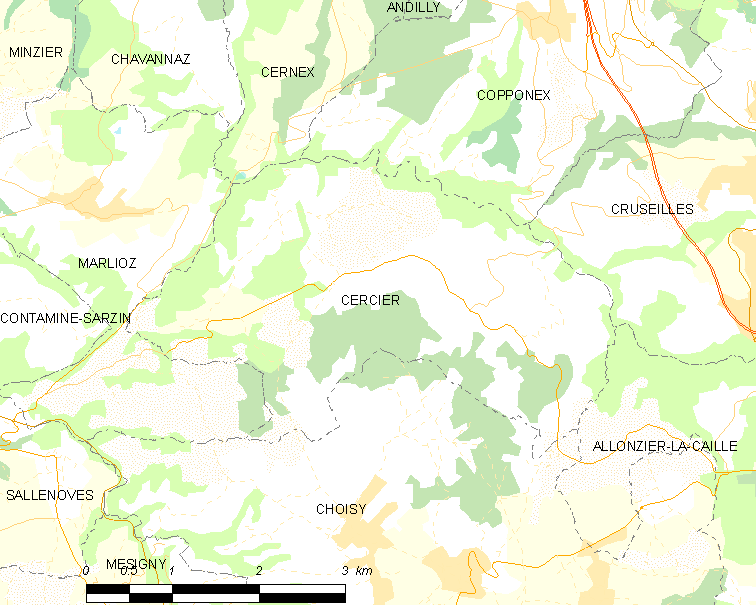
塞尔西耶的OSM定位图

塞尔西耶的时区为UTC+01:00、UTC+02:00（夏令时）。

## 行政
塞尔西耶的邮政编码为74350，INSEE市镇编码为74051。

## 政治
塞尔西耶所属的省级选区为福龙河畔拉罗什县。

## 人口

1962-2008年间塞尔西耶人口变化图示

塞尔西耶于2022年1月1日时的人口数量为729人。